# 吉橋城
吉橋城（よしはしじょう）は、千葉県八千代市吉橋にあった日本の城。

## 概要
『千葉郡誌』などによると、吉橋城は、吉橋胤俊や高木伊勢守の居城だったとされる。
吉橋胤俊は、千葉氏の一族であったが、あるときある人物と戦って敗北し、一族郎党四散した。しかし、その一部は地元にとどまり、一部は現在の船橋市方面に逃れて帰農した。現在、船橋市の楠ヶ山や金堀に吉橋姓のものがいるが、その子孫であると言われている。
高木伊勢守は戦国時代の城主であり、吉橋・坪井・古和釜・楠ヶ山・大穴・金堀・麦丸などの地域を支配した。同時期の小金城主高城氏と関係があるのではないかという推測もあるが、『高城文書』の中では確認されていない。高木伊勢守は、天文6年（1537年）に上杉朝定に滅ぼされたというが、同時期に吉橋城は北条軍に攻略されたという説もある。
北条軍は、北方の島田台から進軍してきて、帰久保まで来たところ、窪地の湿地を渡ることが困難だったので引き返した。「帰久保」の名はそれに由来するという。また、「待坂」は攻撃のために待機した場所であり、「勝坂」はある戦いに勝ったところであるという。

## 構造
吉橋城は、吉橋地区東北端の尾崎地区との境界に突き出した台地上にある。現在、貞福寺が建っており、この寺がある郭と切り通しを挟んで北側の郭から構成されている。
北側の郭が主郭と見られ、現在ゲートボール場になっている。周囲を土塁が囲っており、一部が切られて中に入ることができるようになっているが、往時の虎口かどうかは不明である。その付近に吉橋城址の石碑がある。

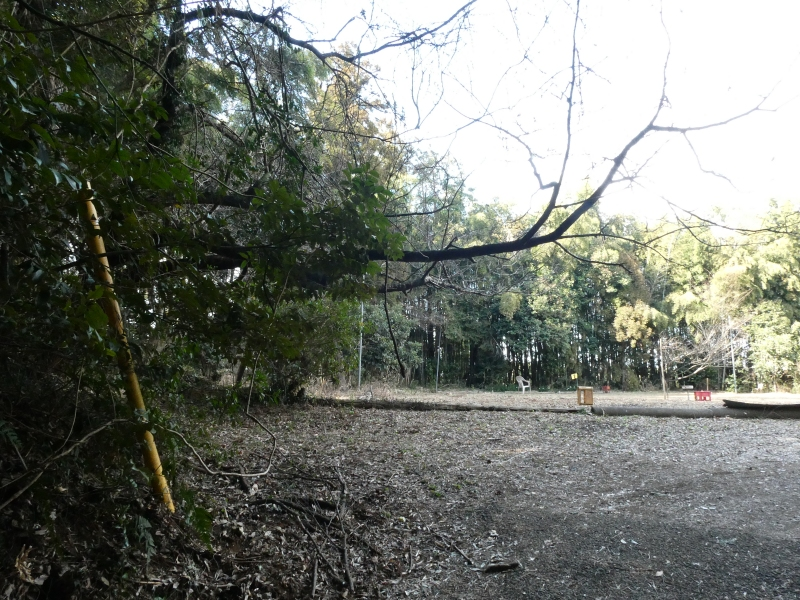
主郭
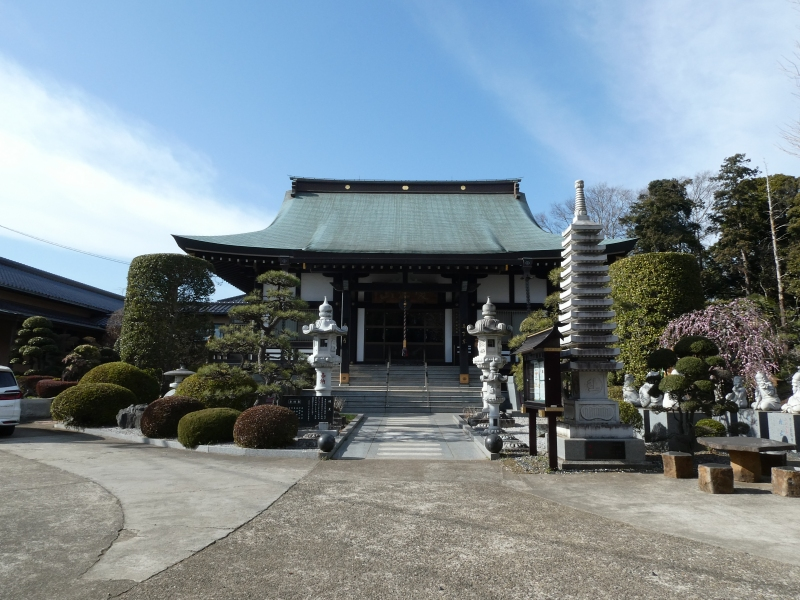
貞福寺
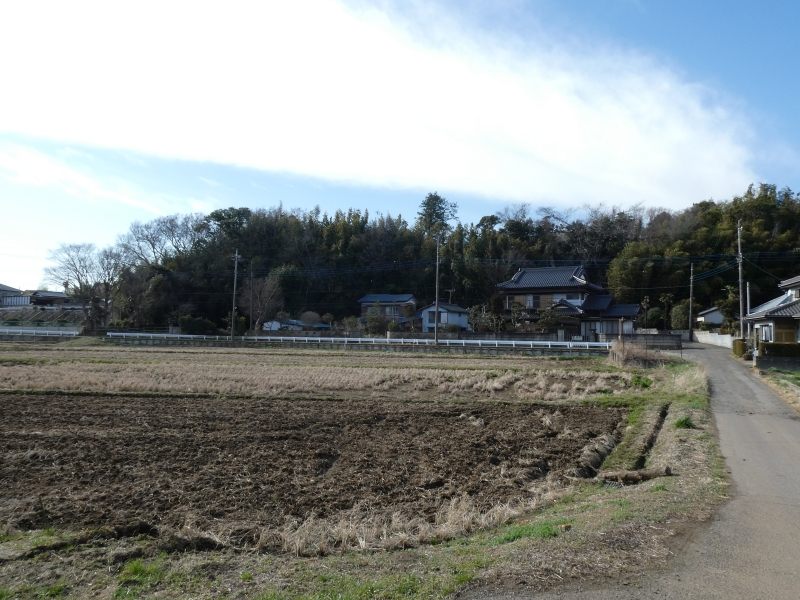
遠景

## アクセス
- 東葉高速線　八千代緑が丘駅よりちばレインボーバス　寺台下車　徒歩5分